# Король Галиции и Лодомерии
Король Галиции и Лодомерии (лат. Rex Galiciae et Lodomeriae) — титул, который носили венгерские короли, правители Речи Посполитой, а затем австрийские императоры.
В 1772 году, после первого раздела Речи Посполитой королевство Галиции и Лодомерии было воссоздано в составе монархии Габсбургов. Название провинции имело целью доказать наследственные права Габсбургов на новоприсоединенные земли: начиная с XIII века короли Венгрии, стремясь подчинить себе Галичину и Волынь, титуловали себя некоторое время «королями Галиции и Владимирии». Наиболее подробно «право на владение» обосновывала книга Иоганна Христиана фон Энгеля «Geschichte von Halitsch und Wladimir bis 1772: Verbunden mit Auseinandersetzung und Verteidigung der Oesterreichisch-Ungarischen Besitzrechte auf diese Königreiche» (Wien, 1792, bd 1). В королевство входили заселённая преимущественно украинцами Галичина (в пределах провинции известна также как Восточная Галиция), а также заселённые преимущественно поляками земли бывших Краковского и Сандомирского воеводств (их неофициально называли Западная Галиция). Существовало до 1918 года.

## Список носителей титула
- Бела III — с 1190 года именовался в грамотах королём Галицким[2].
- Андраш II — с 1205 года носил титул короля Галиции и Лодомерии.
- Людовик I Великий Анжу (1370—1382) — титулярный «король Галиции и Лодомерии»[3].
- Мария Анжу (1382—1387) — титулярная «королева Галиции и Лодомерии».
- Ядвига Анжу (1387—1399) — титулярная «королева Галиции и Лодомерии».
- Альбрехт II — титулярный король Галиции и Лодомерии (1437—1439), король Германии, король Венгрии и Богемии (Чехии), герцог Австрии, маркграф Моравии
- Ладислав Постум — титулярный король Галиции и Лодомерии (1444—1457), король Венгрии, король Богемии
- Матьяш I — венгерско-хорватский король (1458—1490), также претендовал на трон Чехии, Австрии, Сербии, Словакии и Королевства Руси
- Уласло II — титулярный король Галиции и Лодомерии (1490—1516), король Венгрии, король Богемии, король Хорватии
- Людовик II — титулярный король Галиции и Лодомерии (1516—1526), король Чехии, Венгрии, Хорватии
- Фердинанд I Габсбург — император Священной Римской империи, Король Германии, Венгрии (1526—1564), Богемии, Далмации, Хорватии, Славонии, Рамы, Сербии, Галиции, Лодомерии, Болгарии и прочая и прочая.
- Максимилиан II Габсбург — император Священной Римской империи, король Чехии, король Венгрии (1563—1572), король Богемии, Далмации, Хорватии, Славонии, Рамы, Сербии, Галиции, Лодомерии, Болгарии и прочая и прочая.
- Рудольф II — император Священной Римской империи, титулярный король Галиции и Лодомерии, король Венгрии (1572—1608), король Богемии, король Хорватии
- Матвей Габсбург — император Священной Римской империи, титулярный король Галиции и Лодомерии, король Венгрии (1608—1619), король Богемии, король Хорватии
- Фердинанд II Габсбург — император Священной Римской империи, титулярный король Галиции и Лодомерии, король Венгрии (1618—1625), король Богемии
- Фердинанд III Габсбург — император Священной Римской империи, титулярный король Галиции и Лодомерии, король Венгрии (1625—1647), король Богемии
- Фердинанд IV Габсбург — император Священной Римской империи, титулярный король Галиции и Лодомерии, король Венгрии (1647—1654), король Богемии
- Леопольд I Габсбург — император Священной Римской империи, титулярный король Галиции и Лодомерии, король Венгрии (1655—1687), король Богемии
- Иосиф I Габсбург — император Священной Римской империи, титулярный король Галиции и Лодомерии, король Венгрии (1687—1711), король Богемии
- Карл VI Габсбург — император Священной Римской империи, титулярный король Галиции и Лодомерии, король Венгрии (1711—1740), король Богемии

- Императоры Священной Римской империи 1772—1804
  - Мария Терезия 1772—1780
  - Иосиф II 1780—1790
  - Леопольд II 1790—1792
  - Франц II 1792—1804

- Австрийские императоры 1804—1918
  - Франц II 1804—1835
  - Фердинанд I 1835—1848
  - Франц Иосиф I 1848—1916
  - Карл I 1916—1918